# مباني البرلمان (كينيا)
مباني البرلمان في نيروبي هي مقر البرلمان الكيني.

## التاريخ
تم تشييد المباني في عام 1954 وأصبحت موطنًا للهيئة التشريعية الاستعمارية لمستعمرة كينيا، المجلس التشريعي لكينيا، الذي ظل موجودًا هناك حتى عام 1963، عندما تم استبدال المجلس بالجمعية الوطنية، تم تصميم المباني، المعروفة قبل عام 1963 باسم المباني التشريعية، من قبل المهندس المعماري الحداثي البار، أمياس كونيل، ومستشار تخطيط المدينة للحكومة الاستعمارية الكينية، هارولد ثورنلي داير.
يحتوي البرلمان على برج ساعة على الطراز الإنجليزي، والذي كان أحد متطلبات التصميم لجعل المباني التشريعية تعكس قصر وستمنستر وبيج بن.
خلال احتجاجات مشروع قانون المالية الكيني في 25 يونيو 2024، تم اقتحام البرلمان، وتم نهب العديد من الغرف بينما تم إحراق أجزاء من المبنى، وسرقة الهراوة الاحتفالية المستخدمة في الإجراءات التشريعية. قُتل عشرة متظاهرين برصاص الشرطة وأصيب 31 متظاهرًا وألقي القبض على أكثر من 280 متظاهرًا.
تم دفن جومو كينياتا، أول رئيس وزراء ورئيس لكينيا، في هذا العقار.